# Saint Vincent och Grenadinernas administrativa indelning
Saint Vincent och Grenadinerna är indelat i sex administrativa områden, (parishes).
| Parish                         | Huvudstad      | Yta (km²) | Invånare (2000) | Inv./km² | Karta                                                   |
| ------------------------------ | -------------- | --------- | --------------- | -------- | ------------------------------------------------------- |
| Charlotte                      | Georgetown     | 149       | 38.000          | 255      | Saint Vincent och Grenadinernas administratva indelning |
| Grenadines                     | Port Elizabeth | 43        | 9.200           | 214      | Saint Vincent och Grenadinernas administratva indelning |
| Saint Andrew                   | Layou          | 29        | 6.700           | 231      | Saint Vincent och Grenadinernas administratva indelning |
| Saint David                    | Chateaubelair  | 80        | 6.700           | 84       | Saint Vincent och Grenadinernas administratva indelning |
| Saint George                   | Kingstown      | 52        | 51.400          | 989      | Saint Vincent och Grenadinernas administratva indelning |
| Saint Patrick                  | Barrouaillie   | 37        | 5.800           | 157      | Saint Vincent och Grenadinernas administratva indelning |
| Saint Vincent och Grenadinerna | Kingstown      | 390       | 117.800         | 302      | Saint Vincent och Grenadinernas administratva indelning |